# مزرعه قلب‌ها (مجموعه تلویزیونی)
مزرعه قلب‌ها (به انگلیسی: Heartland) یک مجموعه تلویزیونی خانوادگی و درام کانادایی است که در ۱۴ اکتبر ۲۰۰۷ در کانادا از طریق شبکه «سی بی سی» و در ایالات متحده از طریق «سی‌دابلیو» و «آپ‌تی‌وی» پخش شد.
داستان‌های این مجموعه تلویزیونی بر اساس مجموعه کتاب‌های «Heartland» نوشته «لورن بروک» است، این داستان روایت فراز و نشیب‌های زندگی دو خواهر به نام‌های امی و لو فلمینگ و پدربزرگشان جک بارتلت و همچنین تای بوردن است که در یک مزرعه پرورش اسب زندگی می‌کنند. 
با پخش قسمت ۱۳۹ ام در ۲۹ مارس ۲۰۱۵، مزرعه قلب‌ها به عنوان طولانی‌ترین درام فیلم‌نامه‌ای یک ساعته در تاریخ تلویزیون کانادا از مجموعه تلویزیونی «خیابان حقوقی» پیشی گرفت.  
در ماه مه سال ۲۰۲۰ ، این سریال برای چهاردهمین فصل تمدید شد. 

## داستان
هنگامی که دختر خانواده، در یک تصادف ماشین کشته می‌شود، پدربزرگش «جک»، برای اداره‌ی مزرعه با دو نوه‌ی دختر دیگرش تنها می‌ماند. دختری نوجوان و پرانرژی به نام «ایمی» و خواهر بلندپروازش، «لو».
اما این خانواده به قدری در قرض و بدهی فرو رفته که ممکن است مزرعه‌ی «هارتلند» را از دست بدهد. «لو» که سخت‌کوش و عملگرا است، دوست پسر و زندگی‌اش را در شهر بزرگ نیویورک ترک می‌کند تا در اداره‌ی مزرعه کمک کند.
او آدمی است که در کارهایش شیوه‌ای عقلانی دارد و به همین خاطر با خواهر احساساتی‌اش، «ایمی» مدام درگیری دارد. «ایمی» ویژگی «نجواگر اسب» بودن را از مادرش به ارث برده و همیشه خاطره‌ی مادرش را زنده نگه می‌دارد.
اما کشمکش و درگیری این دو خواهر هنگامی بیشتر می‌شود که در اثر یک تصادف جدی، توانایی‌های «ایمی» به عنوان «نجواگر‌ اسب» در معرض تهدید قرار می‌گیرد

## بازیگران و شخصیت ها
آمبر مارشال در نقش امی فلمینگ

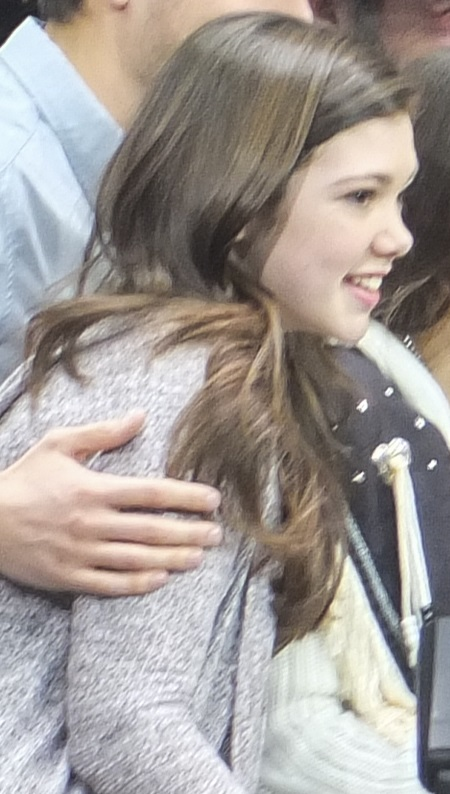
آلیشا نیوتن در 2015

گراهام واردل در نقش تایلر «تای» بوردن (همسر امی فلمینگ)
میشل مورگان در نقش سامانتا لوئیز «لو» فلمینگ موریس (خواهر امی فلمینگ)
شون جانستون در نقش جکسون «جک» بارتلت (پدربزرگ امی فلمینگ)
آلیشا نیوتن در نقش جورجینا «جورجی» فلمینگ موریس (دختر خوانده‌ی لو و پیتر)
کریس پاتر در نقش تیموتی «تیم» فلمینگ (پدر امی و لو ، داماد جک )
کری جیمز در نقش کیلب اودل (کارگر مزرعه)
گابریل هوگان در نقش پیتر والتر موریس (همسر لو فلمینگ)
ناتانیل آرکاند در نقش اسکات کاردینال (دامپزشک)
جسیکا استین در نقش الیزابت «لیزا» استیلمن بارتلت (همسر جک بارتلت)
جسیکا آمّلی در نقش مالوری ولز اندرسون
سیندی بازبی در نقش اشلی استانتون (همسر کیلب اودل)
لیسا لنگلوئیس در نقش ماریون بارتلت فلمینگ (مادر امی فلمینگ)

## قسمت‌ها
| فصل    | قسمت‌ها | قسمت‌ها | تاریخ اصلی روی آنتن رفتن | تاریخ اصلی روی آنتن رفتن |
| فصل    | قسمت‌ها | قسمت‌ها | اولین بار                | آخرین بار                |
| ------ | ------ | ------ | ------------------------ | ------------------------ |
| ۱      | ۱۳     | ۱۳     | ۱۴ اکتبر ۲۰۰۷            | ۲۴ فوریه ۲۰۰۸            |
| ۲      | ۱۸     | ۱۸     | ۵ اکتبر ۲۰۰۸             | ۲۲ مارس ۲۰۰۹             |
| ۳      | ۱۸     | ۱۸     | ۴ اکتبر ۲۰۰۹             | ۲۸ مارس ۲۰۱۰             |
| ۴      | ۱۸     | ۱۸     | ۲۶ سپتامبر ۲۰۱۰          | ۲۷ مارس ۲۰۱۱             |
| فیلم   | فیلم   | فیلم   | ۱۲ دسامبر ۲۰۱۰           | ۱۲ دسامبر ۲۰۱۰           |
| ۵      | ۱۸     | ۱۸     | ۱۸ سپتامبر ۲۰۱۱          | ۲۵ مارس ۲۰۱۲             |
| ۶      | ۱۸     | ۱۸     | ۱۶ سپتامبر ۲۰۱۲          | ۷ آوریل ۲۰۱۳             |
| ۷      | ۱۸     | ۱۸     | ۶ اکتبر ۲۰۱۳             | ۱۳ آوریل ۲۰۱۴            |
| ۸      | ۱۸     | ۱۸     | ۲۸ سپتامبر ۲۰۱۴          | ۲۹ مارس ۲۰۱۵             |
| ۹      | ۱۸     | ۱۸     | ۴ اکتبر ۲۰۱۵             | ۲۰ مارس ۲۰۱۶             |
| ۱۰     | ۱۸     | ۱۸     | ۲ اکتبر ۲۰۱۶             | ۲۶ مارس ۲۰۱۷             |
| ۱۱     | ۱۸     | ۱۸     | ۲۴ سپتامبر ۲۰۱۷          | ۸ آوریل ۲۰۱۸             |
| ۱۲     | ۱۱     | ۱۱     | ۶ ژانویه ۲۰۱۹            | ۷ آوریل ۲۰۱۹             |
| ۱۳     | ۱۰     | ۱۰     | ۲۲ سپتامبر ۲۰۱۹          | ۲۴ نوامبر ۲۰۱۹           |
| فصل ۱۴ | فصل ۱۴ | فصل ۱۴ | در حال فیلمبرداری        | در حال فیلمبرداری        |

## فیلمبرداری
بیشتر قسمت‌های این سریال در «های ریور»، «آلبرتا» فیلمبرداری شده.
سرزمین «هارتلند» شهر «هادسون» در کوه‌های راکی قرار گرفته است.

## پخش
کانادا: کمپانی انترتینمنت وان هفت فصل‌اول این مجموعه را به صورت DVD در منطقه 1 (فقط در کانادا) و همچنین فصل ۸ این مجموعه در ۶ اکتبر ۲۰۱۵ در کانادا منتشر شد.
فیلم‌تلویزیونی مستقل: ۱ نوامبر ۲۰۱۱ بعد از به‌اتمام رسیدن فصل ۴ در کانادا و در ۲۹ اکتبر ۲۰۱۳ در ایالات متحده منتشر شد.
انگلستان:  ۴Digital Media شش ‌فصل اول را با کیفیت DVD در انگلیس منتشر‌ کرده است.
مزرعه قلب‌ها در اولین نمایش، توانست در نبرد بین مجموعه‌تلویزیونی کمدی Da Kink in My Hair را با ۵۱۳،۰۰۰ بیننده شکست دهد. بعد از چهار فصل، این مجموعه تلویزیونی به‌طور متوسط ۴۶۴،۰۰۰ بیننده داشته است. مزرعه قلب‌ها در فینال فصل اول خود 625،000 بیننده را به خود جلب کرد و در اولین دوره پخش فصل سوم بیش از یک میلیون بیننده به همراه داشت که رکورد جدیدی در این نمایش است. صدمین قسمت "After All We've Been Through" توسط 945،000 بیننده تماشا شد.